# 니안자주

니안자주

니안자주(Nyanza Province)는 2013년 개편 전에 존재했던 케냐의 행정 구역으로 케냐 남서부, 빅토리아호 동쪽에 위치했다. 주도는 키수무이며 면적은 16,162km2, 인구는 4,392,196명(1999년 인구 조사 기준)였다. 북쪽으로는 서부주, 동쪽으로는 리프트밸리주와 접하며 남서쪽으로는 탄자니아와 국경을 접했다.
‘니안자(Nyanza)’는 반투어로 ‘큰 물’·‘호수’를 뜻하는 단어로, 빅토리아호에 빗대어 붙은 이름이다.

## 행정 구역
19개 구를 관할했다.
- 본도구
- 보라부구
- 구차구
- 호마베이구
- 키시구
- 동키수무구
- 서키수무구
- 동쿠리아구
- 서쿠리아구
- 망가구
- 마사바구
- 미고리구
- 냐미라구
- 냔도구
- 라추오뇨구
- 라리에다구
- 롱고구
- 시아야구
- 수바구